# Marina di Gioiosa Ionica
Marina di Gioiosa Ionica ('A Marina in calabrese) è un comune italiano di 6 320 abitanti della città metropolitana di Reggio Calabria in Calabria.

## Geografia fisica
Il comune di Marina di Gioiosa Ionica è situato nel territorio della Locride, sulla costa del Mar Ionio, detta Costa dei Gelsomini, a sinistra della foce del Fiume Torbido.

## Origini del nome
Il nome deriva dal fatto di essere la zona marinara del comune collinare di Gioiosa Ionica, la cui etimologia più probabile pare  derivi dal greco Ghe ("terra") e Eliose ("solatia"). Dunque "Geliosa" (o "Geoliosa") vale a dire "terra del sole", poiché la conformazione del terreno permette la piena illuminazione solare. 

## Storia

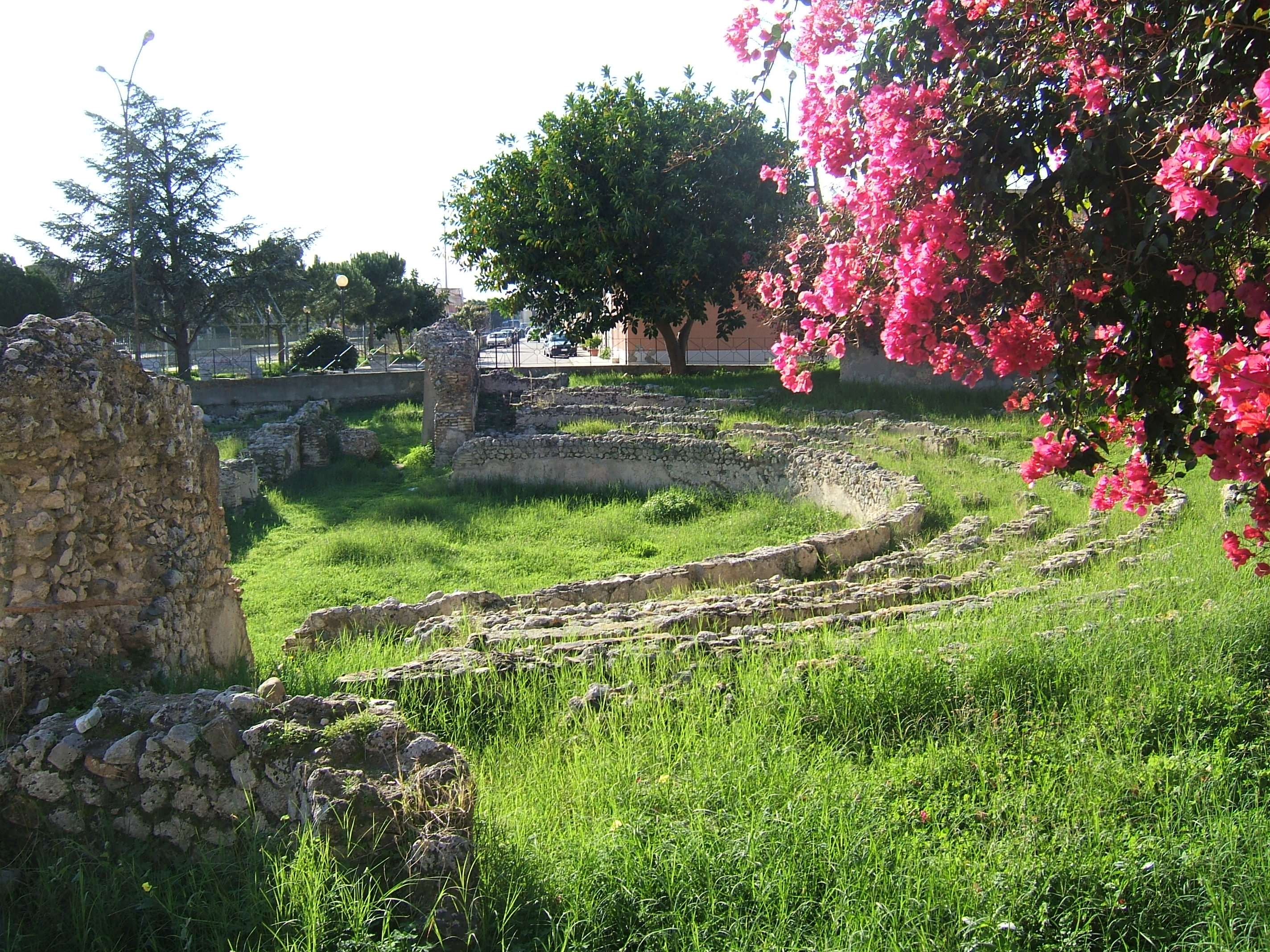
Anfiteatro greco romano.

La storia di Marina di Gioiosa Ionica è strettamente intrecciata con la storia di Gioiosa Ionica, di cui costituiva una frazione fino al 1948, anno in cui essa si staccò formando un comune autonomo. Le sue origini risalgono perciò alle colonizzazioni greche del VI secolo a.C. della Magna Grecia. Nel 210 a.C. tali colonie passarono sotto il dominio romano. Secondo alcune ricostruzioni (che tuttavia mancano di riscontri storici e che secondo alcuni sconfinano nella pura leggenda), risale al periodo romano la creazione di un borgo, Romechium, situato lungo la costa tra Locri e Roccella, nella posizione corrispondente alla attuale Marina di Gioiosa Ionica. Tale borgo ebbe il suo massimo sviluppo tra il III e il IV secolo d.C. Esso sopravvisse fino al X secolo, quando le coste calabro-ioniche furono oggetto di devastazioni e saccheggi provocate dalle incursioni arabe. A testimonianza delle vicende passate, rimangono ancora oggi, a Marina di Gioiosa Ionica, i ruderi del Teatro Romano e la Torre Borraca (detta anche Torre Spina o Torre del Cavallaro), che si presume costruita in età bizantina a difesa dalle incursioni arabe.
A seguito di queste distruzioni, la popolazione superstite si spostò nell'entroterra, tra il fiume Torbido e le zone collinari a ridosso della costa, e fondò un nuovo borgo: Mystia. Ma nel 986 Mystia fu distrutta dalle incursioni Saracene, costringendo la popolazione a rifugiarsi in una zona ancora più distante dalla costa, a ridosso di uno sperone roccioso che offriva maggiore difesa e dove nacque il nuovo borgo di Mocta Geolosia, da cui trae origine l'attuale Gioiosa Ionica. 

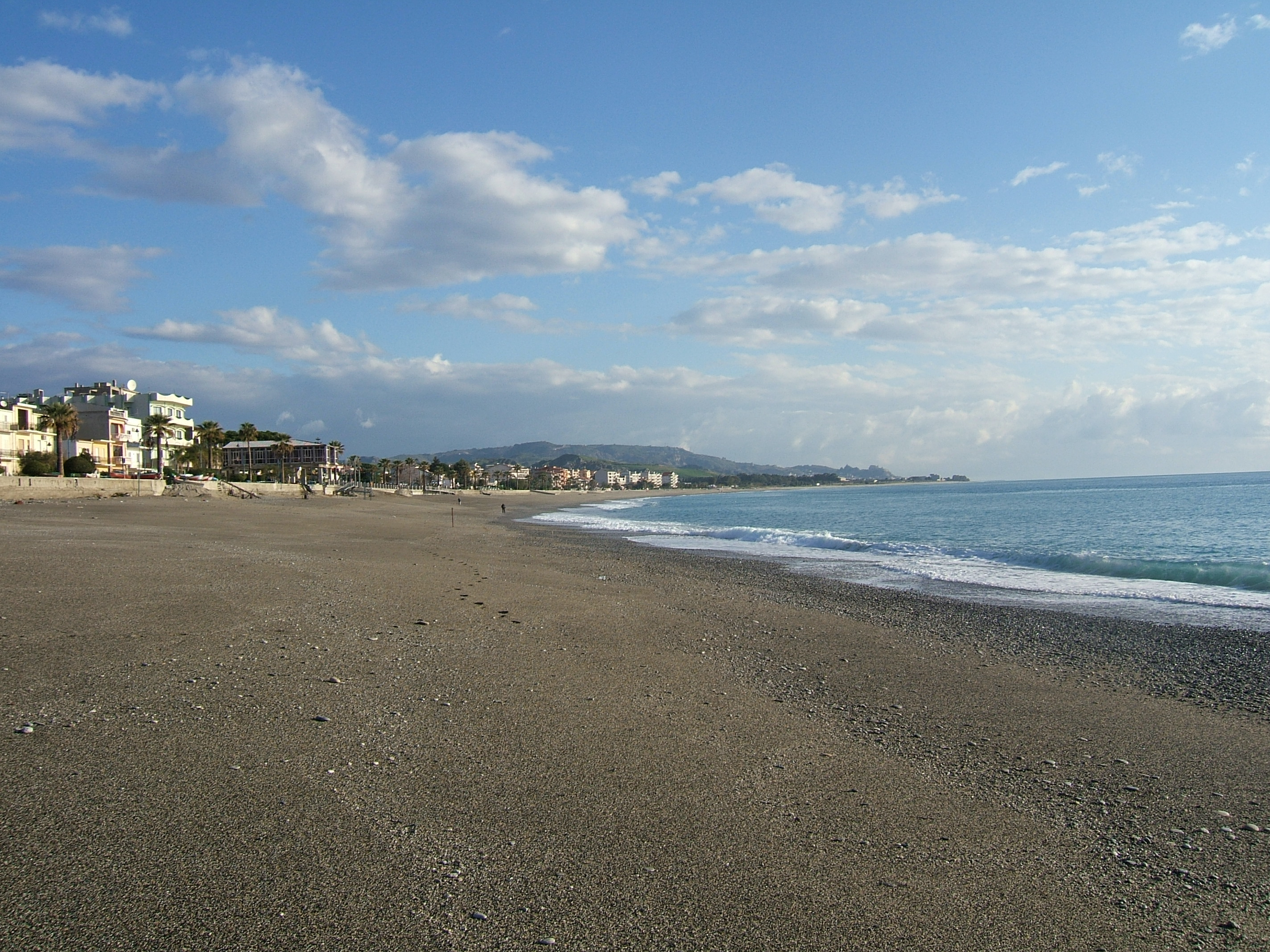
Spiaggia lato sud.

Sulla base di una più seria storiografia, l'esistenza di Romechium è però tutta da dimostrare e, soprattutto, anche se non si può escludere la presenza di un piccolo insediamento costiero in vita durante l'evo antico (una villa romana, da cui il teatro, o un piccolo centro venuto meno con il basso impero), non vi è alcun legame tra questo e la nascita di Gioiosa Jonica. Le origini di Gioiosa, infatti, grazie a studi recenti, si devono a una sorta di sinecismo avvenuto ai danni di alcuni piccoli villaggi di età bizantina siti non più a valle della Torre Elisabetta: Elisabetta, Licofoli, Santa Domenica, ecc. Insomma, la nascita di Gioiosa non è avvenuta ricalcando quanto verificato fra Locri antica e Gerace.
Lo spostamento della popolazione verso l'entroterra fu anche provocato dal flagello della malaria che gravava sui territori costieri, a causa dei dissesti idrogeologici (indotti dai diboscamenti operati dai romani) e il conseguente impaludamento dei territori costieri calabresi. La malaria rimarrà a segnare lo sviluppo economico e sociale di tutti i territori costieri della fascia ionica calabrese fino ai primi del '900, ma sarà definitivamente debellata solo dopo la seconda guerra mondiale.
Nei secoli successivi alla fondazione di Mocta Geolosia, la Calabria registrò il succedersi delle diverse dominazioni: Normanna, Sveva, Angioina e Aragonese. In quest'ultimo periodo, il territorio gioiosano fu feudo dei Carafa prima e dei Caracciolo dopo. Nel XVI secolo, durante il dominio aragonese, nella costa calabra si ebbe una riprese di incursione piratesche, questa volta dovute ai turchi. A difesa di tali incursioni, i dominanti spagnoli fecero costruire un sistema di torri di avvistamento e difesa. Splendida testimonianza di tale sistema rimane tuttora, a Marina di Gioiosa Ionica, Torre Galea, oltre che Torre Borraca, che fu in tale periodo riattivata e rinforzata. Conseguenza delle incursioni fu il totale spopolamento delle coste.
La ripresa degli insediamenti costieri si ebbe a partire dal XVIII secolo, con un piccolo nucleo di abitazioni costituite da casupole di pescatori e dalle residenze estive dei nobili di Gioiosa. Il ripopolamento di Marina di Gioiosa Ionica ebbe un forte sviluppo a partire dal 1875 con la costruzione della Ferrovia Jonica e della relativa stazione, divenendo Marina di Gioiosa Ionica il polo degli scambi commerciali di tutto il territorio a ridosso della Vallata del Torbido.
Col primo dopoguerra, ma soprattutto a partire dal secondo dopoguerra, la sua popolazione è stata fortemente coinvolta dai flussi migratori, soprattutto verso Stati Uniti e Canada. Tale fenomeno, comune a tutta la Calabria, ha condizionato con un trend negativo la crescita demografica del territorio. Tuttavia, a differenza di molti altri paesi dell'entroterra calabrese che stanno tuttora assistendo a tale fenomeno di spopolamento, a partire dagli anni '70 il territorio di Marina di Gioiosa Ionica è stato interessato da un flusso migratorio interno di verso opposto, di spostamento della popolazione dall'entroterra verso le località poste a ridosso della costa, portando ad una nuova fase di crescita della popolazione residente.

### Simboli
Lo stemma del comune, concesso con D.P.R. dell'11 marzo 1991, si blasona: 
(D.P.R. nº 01482 dell'11 marzo 1991)
Il gonfalone, concesso con lo stesso atto, è un drappo partito di bianco e di azzurro.

## Monumenti e luoghi d'interesse
- Architetture Civili

Teatro greco-romano
Resti risalenti molto probabilmente al I secolo a.C. alla bassa età imperiale, scoperto casualmente nel 1882 e completamente portato alla luce con scavi che si sono completati nel 1925;
Torre Borraca (detta anche Torre Spina o Torre del Cavallaro)
Torre di avvistamento e difesa della costa, risalente all'età bizantina ma con rifacimenti ed adattamenti nel 1500 circa, durante la dominazione aragonese;
Torre Galea
Fortificazione risalente al periodo di dominazione aragonese, e che risulta uno dei più originali fortilizi della Calabria.
Biblioteca Comunale
Piazza dei Mille.
Monumento ai caduti
Piazza dei Mille.
- Architetture Religiose

Chiesa di San Nicola di Bari
L'attuale Chiesa fu costruita nel 1932 in stile Neoclassico sostituzione della precedente che fu demolita per i danni causati dal terremoto del 1908 e dai vari nubifragi. All'interno possiede 3 navate. Nel Presbiterio troviamo il Tabernacolo, la Mensa e l'Ambone dell'artista Giuseppe Correale. A destra del presbiterio troviamo la statua del Santo Patrono San Nicola di Bari e a sinistra quella in cartapesta leccese della Madonna del Carmine opera di Luigi Guacci. Troviamo inoltre le statue di Gesù Risorto, la Madonna Addolorata, la Madonna Ausiliatrice, San Giovanni Bosco, San Giuseppe, Sant'Antonio da Padova e il Sacro Cuore di Gesù. Possiede inoltre un quadro della Madonna del Santo Rosario di Pompei.
Chiesa di San Giuseppe in contrada Camocelli
Fondata alla fine degli anni 60 in contrada Camocelli su richiesta di un padre francescano, fu finita nel 1965. Dista circa 3,5 km dal centro abitato a 125 m s.l.m. Al suo interno conserva le statue di San Giuseppe e di Maria Immacolata.
Chiesa della Madonna della Consolazione in contrada Junchi
Piccolo oratorio rurale novecentesco fondato in contrada Junchi. Si trova a 5 km dal centro abitato a circa 200 m s.l.m. Al suo interno si conserva la statua della Madonna della Consolazione, opera di Giuseppe Manzo (1849-1942) in cartapesta leccese.

## Società

### Evoluzione demografica

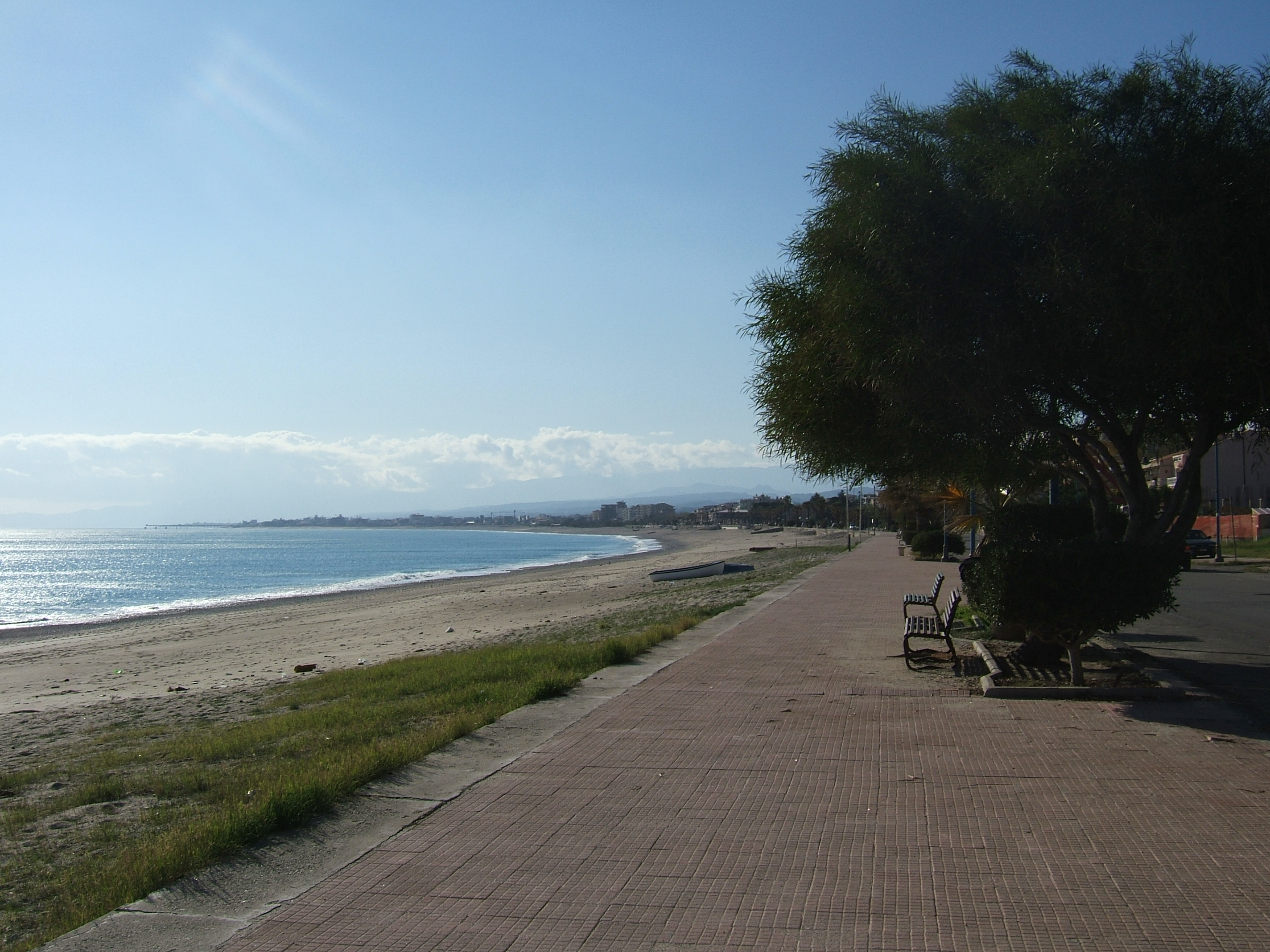
Lungomare lato nord.

Abitanti censiti

### Etnie e minoranze straniere
Secondo i dati ISTAT al 31 dicembre 2010 la popolazione straniera residente era di 196 persone.
Le nazionalità maggiormente rappresentate in base alla loro percentuale sul totale della popolazione residente erano:
Romania 77 1,16%

### Istituzioni, enti e associazioni
- L.A.Do.S volontari donatori sangue e di pubblica assistenza
- Associazione Centro Diurno Don Milani ONLUS
- Associazione MedAmbiente
- ProLoco per Gioiosa Marina
- Comitato Giovanile "Ostrakon"
- Movimento A.M.I. (Amici Maria Immacolata)
- Oratorio San Nicola

## Cultura

### Eventi
- Maggio: Festa di Maria SS. della Strada
- Luglio: Festa di San Nicola di Bari (ultima domenica di luglio)
- Agosto: Festa della Madonna del Carmelo (prima domenica dopo il 15 agosto)
- Settembre: Festa della Madonna della Consolazione (seconda domenica di settembre)
- Dicembre: Benedizione del mare con statua di San Nicola di Bari (6 Dicembre)

Il Torrone più lungo del mondo (guinness dei primati)

## Geografia antropica

### Frazioni
Camocelli Inferiore, Camocelli Superiore, Cavalleria, Cerchietto, Drusù, Galea, Giardini, Junchi, Lenza, Ligonia Carella, Ligonia Drusù, Pantalogna, Pantano, Porticato, Romanò, San Pietro, Spilinga, Torre Galea Carri Fragastò.

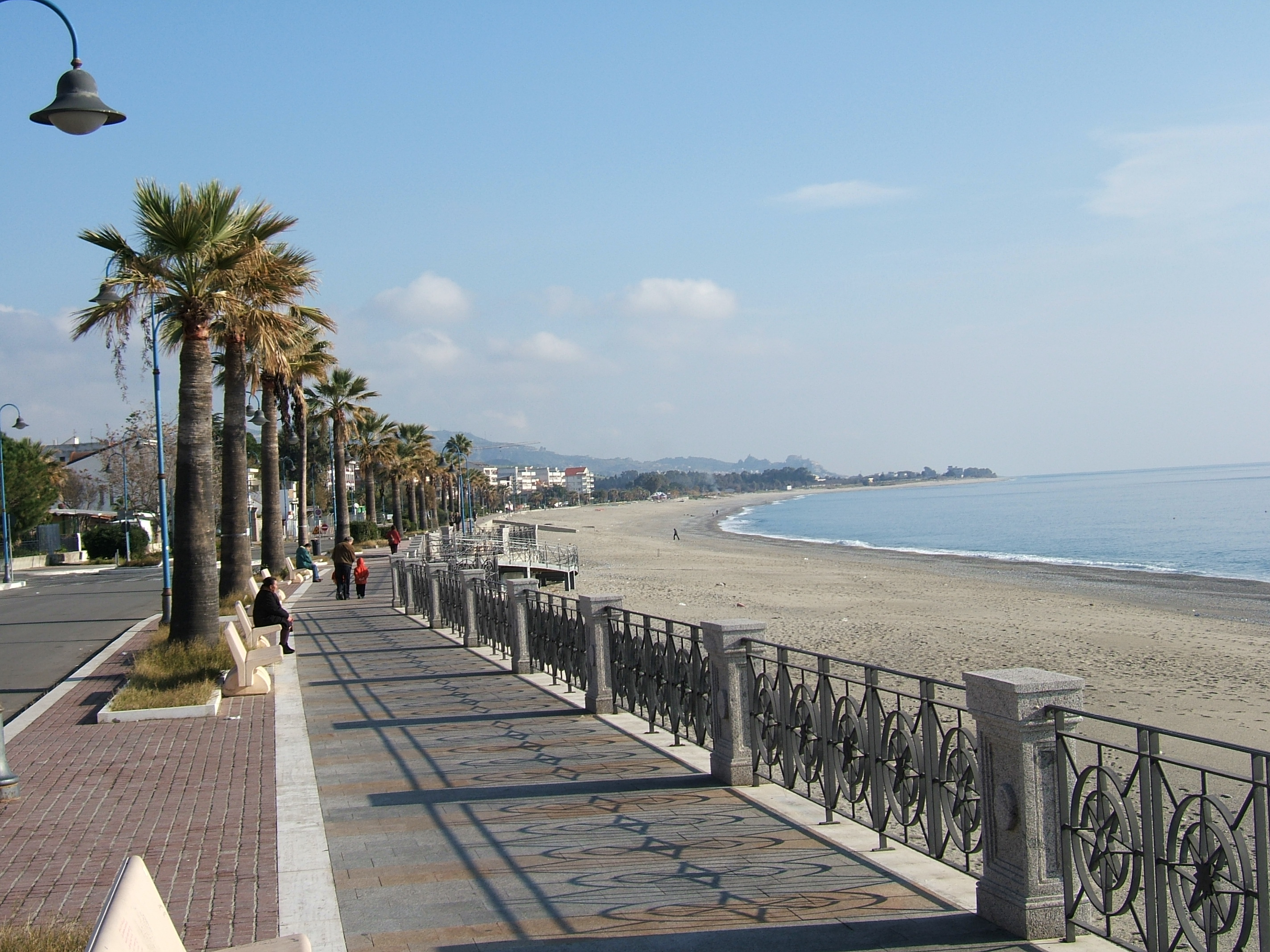
Lungomare lato sud.

## Economia
Marina di Gioiosa Ionica 
ha  un'economia prevalentemente commerciale e risulta un'apprezzata località turistica estiva, per il suo mare cristallino e la sua spiaggia ampia e sabbiosa: ha infatti ottenuto la Bandiera blu dal 1999 al 2004, e ancora dal 2008 al 2012.
L'agricoltura si basa sulla coltivazione dell'ulivo e degli agrumi. Viene pure praticata la piccola pesca.

## Infrastrutture e trasporti

### Strade
Il comune è interessato dalle seguenti direttrici stradali:
- Jonica
- Jonio-Tirreno

### Ferrovie
Il paese è servito dalla Stazione di Gioiosa Jonica, posta lungo la Ferrovia Ionica.

## Amministrazione
| Periodo          | Periodo          | Primo cittadino                                 | Partito                         | Carica                    | Note                 |
| ---------------- | ---------------- | ----------------------------------------------- | ------------------------------- | ------------------------- | -------------------- |
| 1949             | 1950             | Renato Gallucci                                 |                                 | Sindaco                   |                      |
| 1950             | 1951             | Giovambattista Malgeri                          |                                 | Sindaco                   |                      |
| 1951             | 1952             | Napoleone Rodinò                                |                                 | Sindaco                   |                      |
| 1952             | 1954             | Vincenzo Femia                                  |                                 | Sindaco                   |                      |
| 1954             | 1967             | Enrico Rodinò                                   |                                 | Sindaco                   |                      |
| 1967             | 1974             | Enrico Malgeri                                  |                                 | Sindaco                   |                      |
| 1974             | 1978             | VIncenzo Femia                                  |                                 | Sindaco                   |                      |
| 1978             | 1988             | Oscar Bombardieri                               |                                 | Sindaco                   |                      |
| 17 agosto 1988   | 6 ottobre 1992   | Francesco Stirparo                              | Democrazia Cristiana            | Sindaco                   | [ 10 ]               |
| 6 ottobre 1992   | 17 novembre 1992 | Luisa Latella                                   |                                 | Commissario prefettizio   | [ 11 ]               |
| 17 novembre 1992 | 5 aprile 1993    | Luisa Latella                                   |                                 | Commissario straordinario | [ 12 ]               |
| 5 aprile 1993    | 25 giugno 1993   | Paolo Morisani                                  |                                 | Commissario straordinario | [ 13 ]               |
| 25 giugno 1993   | 28 aprile 1997   | Rocco Salvatore Romeo                           | Democrazia Cristiana            | Sindaco                   | [ 14 ]               |
| 28 aprile 1997   | 15 ottobre 1999  | Rocco Salvatore Romeo                           | Lista civica di centro-destra   | Sindaco                   | [ 15 ] [ 16 ]        |
| 15 ottobre 1999  | 17 aprile 2000   | Attilio Battaglia                               |                                 | Commissario straordinario | [ 17 ]               |
| 17 aprile 2000   | 5 aprile 2005    | Francesco Macrì                                 | Lista civica di centro-sinistra | Sindaco                   | [ 18 ]               |
| 5 aprile 2005    | 13 aprile 2008   | Giulio Commisso                                 | Lista civica                    | Sindaco                   | [ 19 ] [ 20 ]        |
| 15 aprile 2008   | 31 maggio 2011   | Rocco Femia                                     | Lista civica                    | Sindaco                   | [ 21 ] [ 22 ]        |
| 31 maggio 2011   | 7 luglio 2011    | Domenico Bagnato                                |                                 | Commissario prefettizio   | [ 23 ]               |
| 7 luglio 2011    | 22 novembre 2013 | Patrizia Adorno Michele Albertini Fausto Gianni |                                 | Commissari straordinari   | [ 24 ] [ 25 ] [ 26 ] |
| 22 novembre 2013 | 12 novembre 2019 | Domenico Vestito                                | Lista civica                    | Sindaco                   | [ 28 ]               |
| 12 novembre 2019 | in carica        | Giuseppe Femia                                  | Lista civica                    | Sindaco                   | [ 30 ]               |

## Sport
- L'imprenditore e dirigente sportivo Rocco Commisso, proprietario e presidente dei New York Cosmos e della Fiorentina, è nato a Marina di Gioiosa Ionica.

### Basket
- Polisportiva Basket Gioiosa Marina

### Volley
- A.S.D. Volley Marina di Gioiosa maschile
- A.S.D. Volley Marina di Gioiosa femminile

### Ginnastica Artistica
- A.S.D. New Body Center